# Xuân Thủy, Lệ Thủy
Xuân Thủy là một xã thuộc huyện Lệ Thủy, tỉnh Quảng Bình, Việt Nam.

## Địa lý
Xã Xuân Thủy nằm ở trung huyện Lệ Thủy, bị thị trấn Kiến Giang chia xã thành hai phần, có vị trí địa lý:
- Phần phía tây xã Xuân Thủy:
  - Phía đông giáp xã Phong Thủy
  - Phía tây giáp xã Mai Thủy
  - Phía nam giáp thị trấn Kiến Giang
  - Phía bắc giáp xã An Thủy.
- Phần phía đông xã Xuân Thủy:
  - Phía đông giáp xã Liên Thủy và xã Mỹ Thủy
  - Phía tây giáp xã Mai Thủy
  - Phía nam giáp xã Mỹ Thủy
  - Phía bắc giáp thị trấn Kiến Giang.

Xã Xuân Thủy có diện tích 6,80 km², dân số năm 2019 là 5.182 người, mật độ dân số đạt 762 người/km².

## Hành chính
Xã Xuân Thủy được chia thành 6 thôn: Xuân Bồ, Tiền Thiệp, Hoàng Giang, Phan Xá, Xuân Lai, Mai Hạ.